# Gisella Caccialanza
Gisella Caccialanza (San Diego, 17 settembre 1914 – Daly City, 16 luglio 1998) è stata una ballerina statunitense.
Di origine e formazione italiana (studiò a Milano con Enrico Cecchetti), fu prima ballerina con l'American Ballet di George Balanchine e con il San Francisco Ballet.

## Biografia
Nata da genitori italoamericani a San Diego in California, studiò danza a San Diego e quindi a Los Angeles con Giovanni Rosi, un maestro di danza italiano, che le raccomandò di continuare i suoi studi al Teatro alla Scala di Milano con l'anziano Enrico Cecchetti, il più famoso maestro di ballo del tempo. Giunta in Italia nel 1925, Gisella Caccialanza diventò una delle allieve preferite di Cecchetti il cui insegnamento lascerà nella giovane ballerina un'impronta indelebile. Lettere dal Maestro, una raccolta della loro corrispondenza, è stata pubblicata nel 1971.
Dopo tre anni di studio in Italia e il ritorno in America nel 1928, si scontroò con la realtà americana, che non offriva molte opportunità di lavoro per ballerini classici. Firmò un contratto di tre anni con Albertina Rasch, una coreografa viennese che mise in scena numeri di balletto per musicals e spettacoli di vaudeville, esibendosi in teatri come Roxy, Radio City Music Hall and Grauman's Chinese Theatre. L'arrivo di George Balanchine a New York le permise finalmente di esprimere le proprie doti. Il 2 gennaio 1934 Gisella Caccialanza fu tra gli allievi ammessi alla School of American Ballet di Balanchine e nel 1935 fu tra i membri dell'American Ballet, la prima compagnia creata negli Stati Uniti da George Balanchine, per la quale creò alcuni ruoli da protagonista, in particolare quella della sposa nel Baiser de la Fee di Balanchine nel 1937. Interpretò inoltre film musicali, su coreografie di Balanchine, tra i quali The Goldwyn Follies (1938), On Your Toes (1939) e Devil May Care.
Quando non era impegnata con l'American Ballet, si esibiva con il Ballet Caravan, un gruppo itinerante fondato nel 1936, per il quale lavorarono diversi coreografi americani, tra i quali anche Lew Christensen, che sposerà nel 1941. Quell'anno stesso l'American Ballet e Ballet Caravan si unirono per un tour latino-americano: Gisella vi apparve come seconda ballerina nella première del Ballett Imperial di Balanchine.
Fu ballerina ospite del San Francisco Ballet nel 1943. Per quella compagnia interpretò il 24 dicembre 1944 la Fata Confetto nella prima rappresentazione integrale americana dello Schiaccianoci, al fianco di Willam Christensen, fratello di Lew e direttore della compagnia.
Tornata a New York, si unì alla Ballet Society, la compagnia precursore del New York City Ballet, per la quale creò nel 1946 il terzo tema nei Four Temperaments di Balanchine. Quando Willam Christensen lasciò la California nel 1951 per fondare il Ballet West a Salt Lake City, il fratello fu suo successore nella direzione del San Francisco Ballet. Gisella Caccialanza ballò fino al 1953, insegnando poi nella scuola di danza della compagnia.
Morì nel 1998 a Daly City in California.